# Phare de Wood Island
Le phare de Wood Island (en anglais : Wood Island Light) est un phare actif situé sur Wood Island (ceb) dans la Saco Bay (Maine) (en), à l'embouchure de la rivière Saco dans le Comté de York (État du Maine).
Il est inscrit au Registre national des lieux historiques depuis le 21 janvier 1988.

## Histoire
Le phare de Wood Island est le deuxième phare le plus ancien du Maine (après le phare de Portland Head) et le onzième plus ancien des États-Unis.
Les garde-côtes des États-Unis entretiennent le phare actif du phare, tandis que les Friends of Wood Island Light , une organisation à but non lucratif, ont aidé les garde-côtes en entretenant et en restaurant des parties du phare et des logements des gardiens qu'ils possèdent maintenant.
Le phare a été créé en 1808 sous les ordres du président Thomas Jefferson. La tour d'origine était une structure octogonale en bois. Après sa décomposition, une tour en granit fut érigée pour la remplacer en 1839. En 1858, la nouvelle tour fut rénovée pour permettre l'installation d'une lentille de Fresnel de 4e ordre. Les logements des gardiens actuels ont également été construits à cette époque.
Dans les années 1960, la lanterne d'origine a été supprimée et une balise aéroportuaire a été installé. Cela a été jugé inesthétique par les habitants et lorsque le phare a été automatisé en 1986, une nouvelle lanterne a été fabriquée et installée sur le phare avec une balise VRB-25 (en), alors à la pointe de la technologie. En 2013, le VRB-25 a été remplacé par un VLB-44 , une balise à LED ayant une durée de vie de dix ans.

### Légendes et traditions
Eben Emerson (en) a servi de gardien de phare de 1861 à 1865. Le 16 mars 1865, il a sauvé l'équipage du brick britannique Edyth Anne de la noyade durant un violent orage. Pour cette action, il fut félicité par le gouvernement canadien et récompensé par une paire de jumelles.
Thomas Henry Orcutt, ancien capitaine de la marine et ancien gardien du phare de Saddleback Ledge, a été gardien du Wood Island pendant 19 ans (1886–1905). Son chien, Sailor, est devenu célèbre pour avoir sonné la cloche de brume de la station pour accueillir les navires qui passent en prenant le cordon de la cloche dans la gueule et en le tirant de ses dents.
Dans les années 1890, un terrible meurtre-suicide eut lieu. Un squatteur local et un pêcheur vivaient à l'extrémité ouest de l'île. Le squatter avait déjà participé à une altercation sur le continent et avait été visité par un shérif dans sa cabane sur l'île. Le squatter a assassiné le shérif. Réalisant ce qu'il avait fait, il tenta de se rendre au gardien de phare Thomas Orcutt qui, par peur, le renvoya. Le squatter est retourné à sa cabane et s'est suicidé. La légende raconte que le fantôme du shérif assassiné hante toujours le phare et l'île.

### Visite
Le phare de Wood Island est visible juste au-delà de l'extrémité sud de la SR-208 au large de Biddeford Pool (en), dans le Maine..
Les amis du phare de Wood Island organisent des visites saisonnières sur l'île et le phare depuis Biddeford Pool. Le site est libre d'accès, la station est ouverte aux visites guidées les mercredi, jeudi et samedi matin en juillet et août (réservations requises).

### Faune
La majeure partie de l'île est une réserve faunique administrée par la Maine Audubon Society.
L'île abrite une petite population de cerfs qui nagent sur un demi-kilomètre vers Biddeford Pool. Lors de la visite de l’île, il est rare de les apercevoir. La meilleure visualisation peut souvent être en hiver depuis East Point Sanctuary. En hiver, il n'est pas rare de voir le harfang des neiges sur l'île. Des colonies d'eiders, de melanittas et de gaviiformes sont présents en hiver. La bernache cravant et les cormorans arrivent au début du printemps.

## Description
Le phare  est une tour cylindrique en pierre de taille, avec une galerie et une lanterne de 14 m de haut, attenante à une maison de gardien en bois de deux étages . La tour est peinte en blanc et la lanterne est noire. Il émet, à une hauteur focale de 21,5 m, un éclat blanc et vert alternativement par période de 10 secondes. Sa portée est de 18 milles nautiques (environ 33 km) pour le feu blanc et 16 milles nautiques (environ 30 km) pour le feu vert.
Il est aussi équipé d'une corne de brume radiocommandée émettant deux blasts par période de 30 secondes.
Identifiant : ARLHS : USA-905 ; USCG : 1-0095 - Amirauté : J0214 .
|             |
| Wood Island |

|          |
| Le phare |

### Lien connexe
- Liste des phares du Maine